# 徐海道
徐海道（じょかい-どう）は中華民国北京政府により設置された江蘇省の道。

## 沿革
1913年（民国2年）7月に徐州道として設置される。観察使は銅山県に置かれ、下部に銅山、豊県、沛県、蕭県、碭山、邳県、宿遷、睢寧、東海、灌雲、沭陽、贛楡の12県を管轄した。1914年（民国3年）5月23日に徐海道と改称、観察使も道尹と改められた。1927年（民国16年）に廃止されている。

## 行政区画
廃止直前の下部行政区画は下記の通り。（50音順）
- 灌雲県
- 贛楡県
- 宿遷県
- 沭陽県
- 蕭県
- 睢寧県
- 東海県
- 碭山県
- 銅山県
- 沛県
- 邳県
- 豊県